# Могильный мешкокрыл
Могильный мешкокрыл (лат. Taphozous perforatus) — небольшая летучая мышь семейства футлярохвостых.

## Распространение
Страны распространения: Бенин, Ботсвана, Буркина Фасо, Демократическая Республика Конго, Джибути , Египет, Эфиопия, Гамбия, Гана, Гвинея-Бисау, Индия, Иран, Израиль, Кения, Мали, Мавритания, Нигер, Нигерия, Оман, Пакистан, Саудовская Аравия, Сенегал, Сомали, Судан, Танзания, Того, Уганда, Зимбабве, Йемен. Не встречается на высотах более 200 м над уровнем моря. Местообитания во всем диапазоне связаны с открытым редколесьем, вдоль рек в лесистой саванне. Требует укрытия в скалах или каменных зданиях в течение дня. Создаёт поселения малыми и большими колониями от нескольких до тысячи особей. Питается молями и жуками.

## Угрозы для вида и охрана
Нарушение мест отдыха является угрозой для вида. Встречается на многих охраняемых территориях.